# Iperită (pictură)

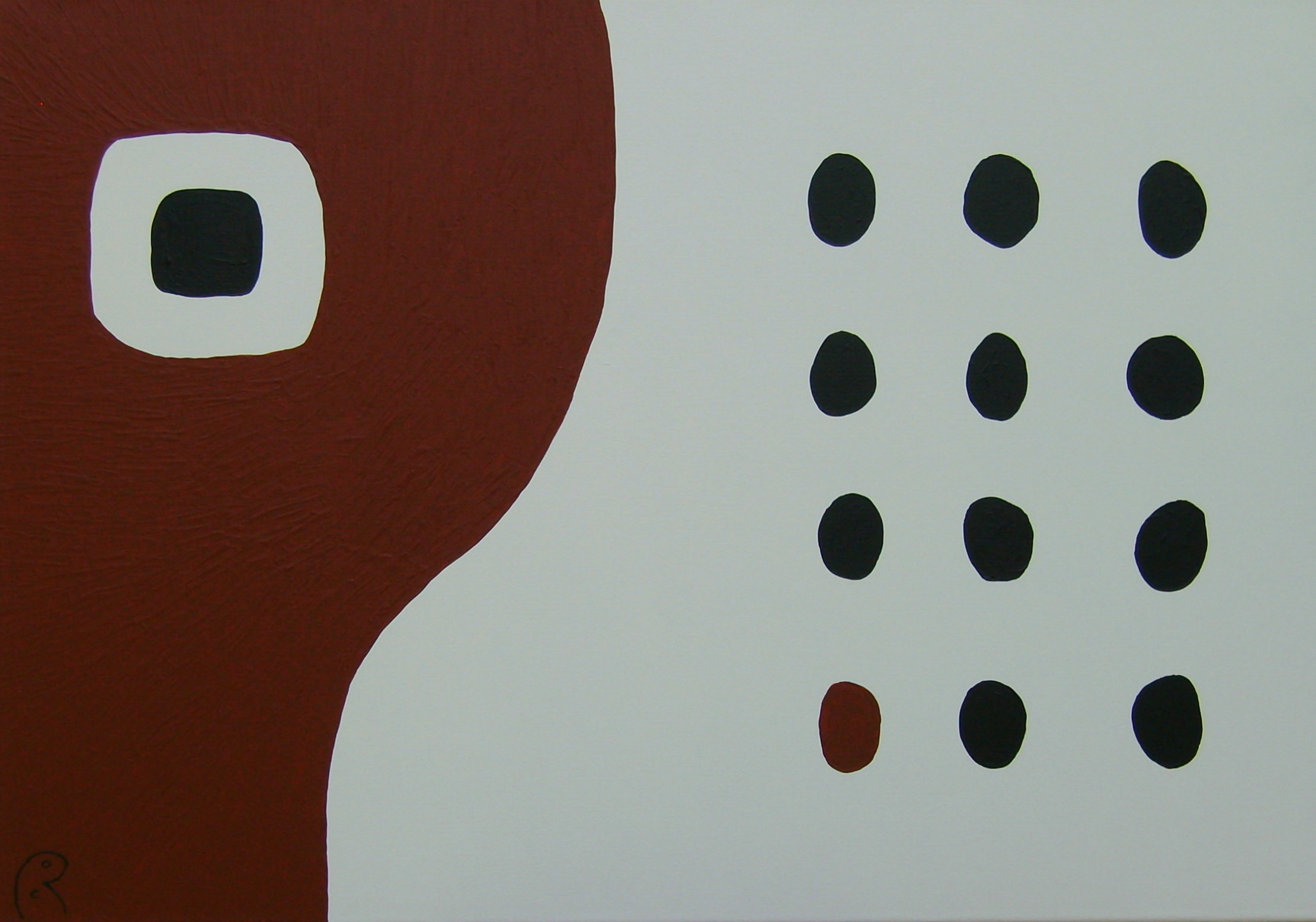
„Iperită”, 2004

Iperită este o pictură acrilică, pe pânză de 70 cm x 100 cm, realizată în 2004 de pictorul belgian Jan Theuninck.
Pictura simbolizează ororile folosirii armelor chimice în război, arme care au dus la moartea a mii de oameni, în suferințe atroce. Iperita a fost utilizată ca gaz de luptă în Primul Război Mondial.